# ATV Basel-Stadt
Die «Deutsche Turnerschaft Basel» wurde am 10. August 1862 gegründet. Bei einer ausserordentlichen Generalversammlung am 28. Juli 1917 wurde der Verein in Arbeiterturnverein Basel-Stadt bzw. «ATV Basel-Stadt» umbenannt.

## Sportliche Erfolge
Der ATV Basel-Stadt wurde bei den Männern in den Jahren 1966/67 und 1971/72 Schweizer Meister im Hallenhandball. Zudem gewannen sie im Feldhandball 1973 den Schweizer Cup.
Die Frauen sind bis heute vier Mal Schweizer Meisterinnen geworden. Alle vier Titel konnten in den 1980er Jahren errungen werden.